# أوسترالوبيثيكوس ديريميدا
أوسترالوبيثيكوس ديريميدا (باللاتينية: Australopithecus deyiremeda) نوع مقترح من أشباه البشر  وهو نوع من بين أولئك الذين عاشوا قبل نحو 3,3-3٬500٬000 سنة في شمال إثيوبيا، في نفس الزمان والمكان تقريباً وخصوصاً المتعلقة بعينات ما يعرف بأوسترالوبيثيكوس أفارينيسيس.
ويعتقد المكتشفين أنه نوع جديد؛ إوذا كان هذا صحيحاً فإن بعض الحفريات التي تدعى أوسترالوبيثيكوس أفارينيسيس قد تنتمي أكثر بشكل صحيح إلى هذا النوع وقد اقترح بعض علماء الأنثروبولوجيا أن تحديد ديريميدا كنوع جديد يتطلب المزيد من الأدلة مما تم الحصول عليها حتى الآن.

## الاكتشاف
في 4 مارس عام 2011، وجدت حفريات عظام الفك في مشروع المستحاثات ورانسو-ميل الموجود في منطقة ولاية عفر في إثيوبيا ويبعد عن العاصمة الإثيوبية أديس أبابا بنحو 523 كيلومتر في الشمال الشرقي و35 كيلومتر شمال الحادار بإثيوبيا (موقع اكتشاف لوسي).
كانت عينات الحفريات الجديدة –فك علوي جزئي وفكين سفليين وبعض الأجزاء الأخرى- موجودة في رواسب يعود عمرها إلى 3.5 أو 3.3 مليون سنة في بورتيل في مثلث العفر بإثيوبيا، حيث اكتُشف لوسي، أوسترالوبيثيكوس أفارينيسيس عام 1974. يرجع عمر الرواسب المحيطة بالعظام إلى 3.5 و3.3 مليون سنة، وهو الوقت المعروف أن أوسترالوبيثيكوس أفارينيسيس سكن فيه هذه المنطقة. وبينما تنطوي حفريات عظام الفك الجديدة على نفس الصفات الخاصة بلوسي ونوع أوسترالوبيثيكوس أفارينيسيس، فإن هناك بعض الاختلافات: لبعض الأسنان تركيب جذري مختلف، وفي العموم، كانت الأسنان أصغر من أسنان أوسترالوبيثيكوس أفارينيسيس، وعظام الخد كانت أكثر بروزًا للأمام، وكان الفك السفلي أكبر، كما كان لبعض الأسنان طبقة خارجية سميكة من المينا عن أوسترالوبيثيكوس أفارينيسيس، مما يقترح أنه يُشكِّل نوعًا جديدًا «ربما تكيف للموارد الغذائية القاسية» عن أوسترالوبيثيكوس أفارينيسيس.

## الأهمية

### النسب المقترح
يقترح كاتب المقال يوهانس هايلي-سيلاسي أن أوسترالوبيثيكوس ديريميدا كان بنسبة كبيرة منحدرًا من أوسترالوبيثيكوس أفارينيسيس (نوع لوسي) وربما يكون سلفًا للفرع التالي الذي يشمل جنس الهومو (جنس الإنسان) وبارانثروبس (والتي يُطلق عليها أحيانًا «أوسترالوبيثيكوس القوية»). يوهانس، الذي يشغل منصب أمين علم الإنسان الفيزيائي في متحف كليفلاند للتاريخ الطبيعي، والذي اكتشف حفرية يد آردي، يكتب: «كانت منطقة دراسة ورانسو-ميل ثرية الإنتاج وأنتجب أكثر من 120 عينة من حفريات القردة العليا يعود تاريخها إلى 3.8 و3.4 مليون سنة». صرّح جون د. هاوكس من جامعة ويسكونسن-ماديسون لـ«نيو ساينتست» قائلًا: «إذا كان هايلي-سيلاسي محقًا، أعتقد أنه من المنطقي أن نستنتج أن هناك عددًا غير معروف من بقايا الهياكل العظمية لأوسترالوبيثيكوس أفارينيسيس ربما تنتمي إلى هذا النوع الجديد، وهذا يعني أن كل ما كُتب بشأن الاختلافات والوظائف والتشريح في ما يتعلق بأوسترالوبيثيكوس أفارينيسيس من بقاياه لا بد أن يكون محل شك.»  اسم «ديريميدا» يعني «قريب النسب» في اللغة العفارية.

### آراء حذرة
ينادي بعض علماء الإنسان بالمزيد من الأدلة قبل التوصل إلى استنتاج أن أوسترالوبيثيكوس ديريميدا يمثل نوعًا جديدًا. تقول كارول وارد من جامعة ميسوري، كولومبيا، أن الحفريات «تقع خارج نطاق الاختلافات الخاصة بأي نوع وصف من قبل» لكن يتطلب الأمر فحص المزيد من العينات من أجل إجراء مقارنات سليمة. إنها تقول أن «لوسي» كان مصحوبًا بالأسترالوبيثسينات المتكيفة مع التباينات الإيكولوجية في وقتها. يجادل تيم د. وايت أننا بحاجة إلى المزيد من الأدلة قبل استنتاج أن اختلافات الحفريات ليست مجرد تنوع خلال أوسترالوبيثيكوس أفارينيسيس. يقول ويليام كيمبل، عالم مستحاثات الإنسان بجامعة ولاية أريزونا، أن التمايز بين العينة وأوسترالوبيثيكوس أفارينيسيس «طفيف».

## وصلات خارجية
- كشف حفريات في اثيوبيا يضيف افرادا جددا للجنس البشري على موقع i24news